# Liliana Lucia Tomoiagă
Liliana Lucia Tomoiagă (n. 18 mai 1961) este un fost senator român în legislatura 2004-2008 ales în județul Alba pe listele partidului PSD. Liliana Lucia Tomoioagă a fost validată ca senator la data de 12 octombrie 2006 când l-a înlocuit pe senatorul George Cristian Maior. În cadrul activității sale parlamentare, Liliana Lucia Tomoioagă a fost membru în grupul parlamentar de prietenie cu Muntenegru. Liliana Lucia Tomoioagă a inițiat 23 de propuneri legislative din care 5 au fost promulgate legi.  